# Myōjin-shō
Myōjin-Shō (ja:みょうじんしょう) és un volcà submarí localitzat a 450 quilòmetres al sud de Tòquio sobre la Cresta Izu-Ogasawara a les Illes d'Izu. Activitat volcànica ha sigut trobada des de 1869. Des d'aleshores ha patit més erupcions, la més poderosa que es traduí en l'aparició i desaparició d'una petita illa.
El nom de Myōjin-Shō es deriva d'un vaixell de pesca, el No.11 Myōjin-Maru de la ciutat de Yaizu, Prefectura de Shizuoka, la tripulació del qual fou testimoni de la primera gran erupció volcànica de 1952.

## Erupció de 1952-1953
L'erupció volcànica entre els anys 1952 i 1953 fou la major activitat registrada, amb les repetitives aparicions i desaparicions d'una illa, que arribà a arribar a més de 10 metres sobre el nivell del mar, abans d'enfonsar-se després d'una forta explosió volcànica al setembre de 1953. El 24 de setembre de 1953, un vaixell científic, el No. 5 Kaiyo-Maru del Departament Hidrogràfic de l'Agència de Seguretat Marítima, fou destruït pel volcà, amb la pèrdua de la seua tripulació, composta per 31 membres (incloent-hi els nou científics que estudiaven l'erupció). A conseqüència d'açò el Departament desenvolupà Manbou (Sunfish), una ràdio no tripulada que operava el vaixell científic, i ha estat usada per a la investigació de les zones marítimes perilloses, com els volcans submarins.
Aquesta va ser la primera vegada que l'activitat volcànica va ser detectada usant el Canal SOFAR.

## Inspeccions de 1998-1999
En 1998 i 1999, el Departament d'Hidrografia realitzà inspeccions sistemàtiques en el fons del mar al voltant de Myōjin-Shō, utilitzant el navili d'inspecció últim model Shoyo i Manbou II, la segona generació de Manbou. Com a resultat d'aquestes inspeccions, s'elaborà per primera vegada una imatge detallada de la topografia del fons del mar al voltant de Myōjin-Shō.
Mabou II realitzà la inspecció de l'àrea de mar dins d'un ràdio de 3 milles nàutiques (aproximadament 5,4 km) de Myōjin-Shō. Shoyo va realitzar la inspecció de l'àrea de mar dins d'un ràdio d'aproximadament 10 milles nàutiques (aproximadament 18,5 km) però més enllà de l'àrea de ràdio de 3 milles nàutiques. Manbou II funciona mitjançant ordres preprogramades i amida la profunditat i temperatura de l'aigua. Una inspecció batimètrica de Manbou fou realitzada utilitzant el ressonador "PRD-601" cada 0,2 milles nàutiques (aproximadament 370 m). Shoyo realitzà una inspecció exhaustiva que va incloure relleus geològics i geofísics del fons marí. La inspecció batimètrica de Shoyo fou realitzada utilitzant un ressonador "Seabeam 2112" cada 0,5 milles nàutiques (aproximadament 930 m).

## Estructura
Amb anterioritat es considerava que Myōjin-Shō era el con central d'un volcà doble amb les roques Bayonnaise (roques que sobreïxen 10 m sobre el nivell de mar) parts d'un volcà somma (Mita, 1949). No obstant això com a resultat d'un relleu realitzat es va determinar que tant el Myōjin-Shō com les roques Bayonnaise són cons en la somma d'un volcà doble. El peu d'aquest volcà doble es troba a una profunditat d'uns 1.400 metres i la seua grandària és d'uns 30 km d'est a oest i 25 km de nord a sud. La somma és pràcticament un cercle amb un diàmetre d'uns 7 km i una altura de 1.000 a 1.400 metres.
El diàmetre del pis de la caldera és d'uns 5,6 quilòmetres i uns 1,100 metres de profunditats. El con central és una elevació antigament dita Takane-Sho, que es troba a 328 metres per sota del nivell del mar.
Myōjin-Shō és un con post caldera format en la zona nord-est del somma del volcà doble. És l'únic con cònic i la seua altura és de 550 metres i la seua zona menys profunda arriba a 50 metres. S'ha obtingut un enregistrament que mostra la presència de bombolles prop de la seua cúspide, com també un microterratrèmol prop del Myōjin-Shō, amb la qual cosa es comprovà que el volcà roman actiu, encara que amb una activitat menor.